# Собор в Зелле
Собор в Зелле (лат. Concilium Zellense) — был проведен в 418 году в Зелле византийской провинции Бизацена в Африке. О проведении этого собора известно из труда Фульгенция Ферранда «Breviatio canonum». Председательствовал на нём епископ Зеллы Донатиан. На соборе было принято несколько положений. Так, было постановлено, что никто не может вступить в духовный сан, если после принятия крещения участвовал в войнах. Указано, что один епископ не может рукоположить в такой же сан другого, а это совершается тремя епископами с обозначенного в письменной форме согласия митрополита и епископов провинции. Священнослужители должны соблюдать воздержание. Монтанисты и новациане принимаются в Церковь в форме наложения на их головы рук священников .